# Vespa 400

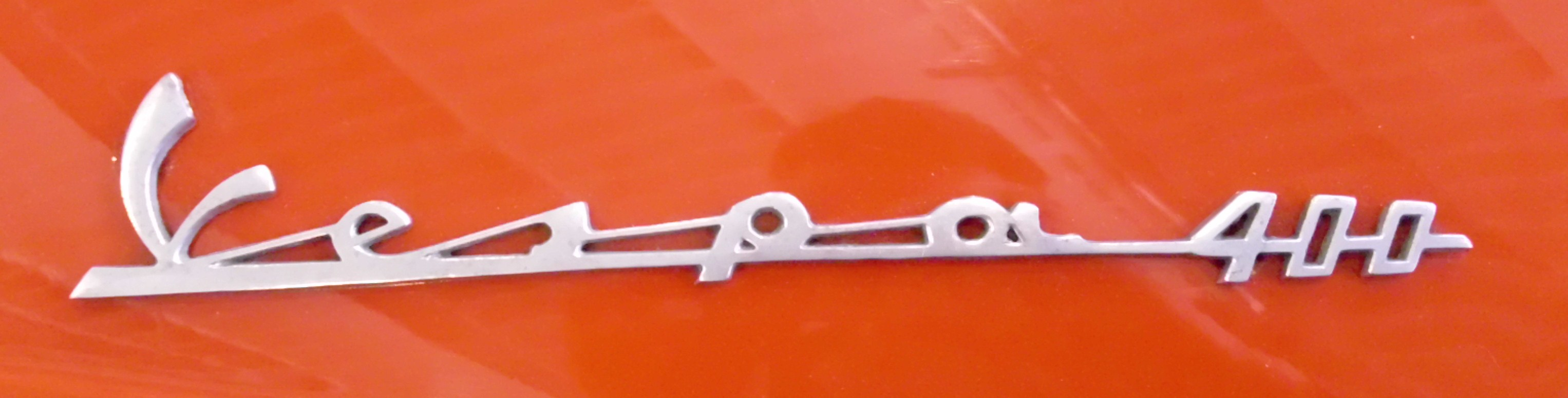
Schriftzug auf der Motorhaube

Der Vespa 400 ist ein Kleinstwagen des italienischen Fahrzeugherstellers Piaggio.

## Modellgeschichte
Piaggio hatte während des Zweiten Weltkriegs Rüstungsgüter, aber auch Flugzeuge produziert. Als mit dem Kriegsende die Nachfrage nach Flugzeugen einbrach, sah das 1884 gegründete Unternehmen wie viele europäische Konkurrenten in der Produktion von zivilen Kraftfahrzeugen ein zukunftsträchtiges Betätigungsfeld. Ab 1946 stellte Piaggio zunächst den Motorroller Vespa her, später auch den dreirädrigen Kleintransporter Ape. Nachdem sich Mitte der 1950er-Jahre Fahrzeuge wie die Isetta oder das deutsche Goggomobil als erfolgreich erwiesen hatten, wandte sich Piaggio ebenfalls vierrädrigen Kleinstwagen zu.
Die Entwicklung von Piaggios erstem vierrädrigen Personenwagen begann 1955. 1956 wurden die ersten Prototypen getestet; im September 1957 stellte Piaggio das mit Blick auf seinen Hubraum Vespa 400 genannte Auto schließlich auf dem Pariser Autosalon öffentlich vor. Zur gleichen Zeit zeichnete sich der Produktionsbeginn des Fiat Nuova 500 ab, der in der gleichen Klasse wie Piaggios Auto antrat. Im Hinblick auf den neuen 500 rechnete sich Piaggio für seinen 400 nur Außenseiterchancen auf dem italienischen Markt aus. Stattdessen konzentrierte sich das Unternehmen von Beginn an auf Frankreich und Belgien als Hauptabsatzmarkt. Deshalb entschied es sich früh dazu, den 400 ausschließlich im französischen Vespa-Werk Ateliers de Construction des Motocycles et Automobiles in Fourchambault in Burgund zu produzieren.
Zwischen 1957 und 1961 stellte Piaggio 30.076 Vespa 400 her. Die Fahrzeuge wurden überwiegend in Frankreich verkauft, einige Autos fanden auch Abnehmer in Italien und Deutschland. 1700 Autos wurden ferner in die USA exportiert.

## Konstruktionsmerkmale
Der Vespa 400 wurde werksseitig als Cabriolet vermarktet, im Grunde war es aber eine Cabriolimousine. Die Türrahmen und die seitlichen Dachteile stehen fest; allerdings lässt sich das Stoffdach – ähnlich wie beim Citroën 2CV – nach hinten abrollen. Die Karosserie ist im Pontonstil gehalten und weist anders als manche anderen zeitgenössischen Kleinstwagen eine konventionelle Dreigliederung in Motor- und Kofferraum sowie Fahrgastzelle auf. Das Auto war ein Viersitzer, die hinteren Sitze eigneten sich allerdings nur für Kleinkinder und waren ungepolstert. Die im Vergleich zu anderen Fahrzeugen dieser Klasse recht breiten Türen waren hinten angeschlagen. Das Reserverad (4.40–10) war unter dem Beifahrersitz untergebracht. Eine Besonderheit war die Unterbringung der 12-Volt-Starterbatterie in einer Art Schubfach im Bug.
Angetrieben wurde der Vespa 400 von einem luftgekühlten 394-cm³-Zweizylinder-Zweitaktmotor mit 14 PS Leistung bei 4350/min. Er war über der Hinterachse eingebaut. Anfänglich verwendete Piaggio ein manuell zu schaltendes Dreiganggetriebe mit nicht synchronisiertem ersten Gang. 1961 gab es eine Exportversion mit auf 20 PS gesteigerter Motorleistung und Vierganggetriebe. Der Anlasser wurde mit einem Hebel betätigt. Unter einem separaten Behälter für Zweitaktöl gab es eine Dosiereinrichtung, um das Zweitaktgemisch im 23-Liter-Benzintank selbst herzustellen, indem man nach dem Tanken durch Drehen an dieser Einrichtung die entsprechende Menge an Zweitaktöl in den Tank förderte.
Das Auto war mit einer Außenlänge von 2850 mm sehr kurz. Das Leergewicht lag unter 400 kg.
Zur Auswahl standen zwei Versionen, zum einen die einfache „Tourisme“-Version und die häufiger gekaufte „Luxe“-Version mit Kombiinstrument, zwei Scheibenwischern und mehr Zierrat. 1959 wurde der Vespa 400 überarbeitet, er bekam Schiebefenster, bessere Sitze und eine gefälligere Innenausstattung. Zugleich fiel die Zweitaktöl-Dosiereinrichtung weg.
Preislich lag Piaggios Vespa 400 mit 3090 DM im Herbst 1959 unterhalb des Fiat 500; er war auch günstiger als das Goggomobil.
Als 1961 die Verkäufe weit zurückgegangen waren, wurde die Produktion eingestellt. Piaggio konzentrierte sich daraufhin auf die Herstellung von Rollern und Kleintransportern.

## Bildergalerie

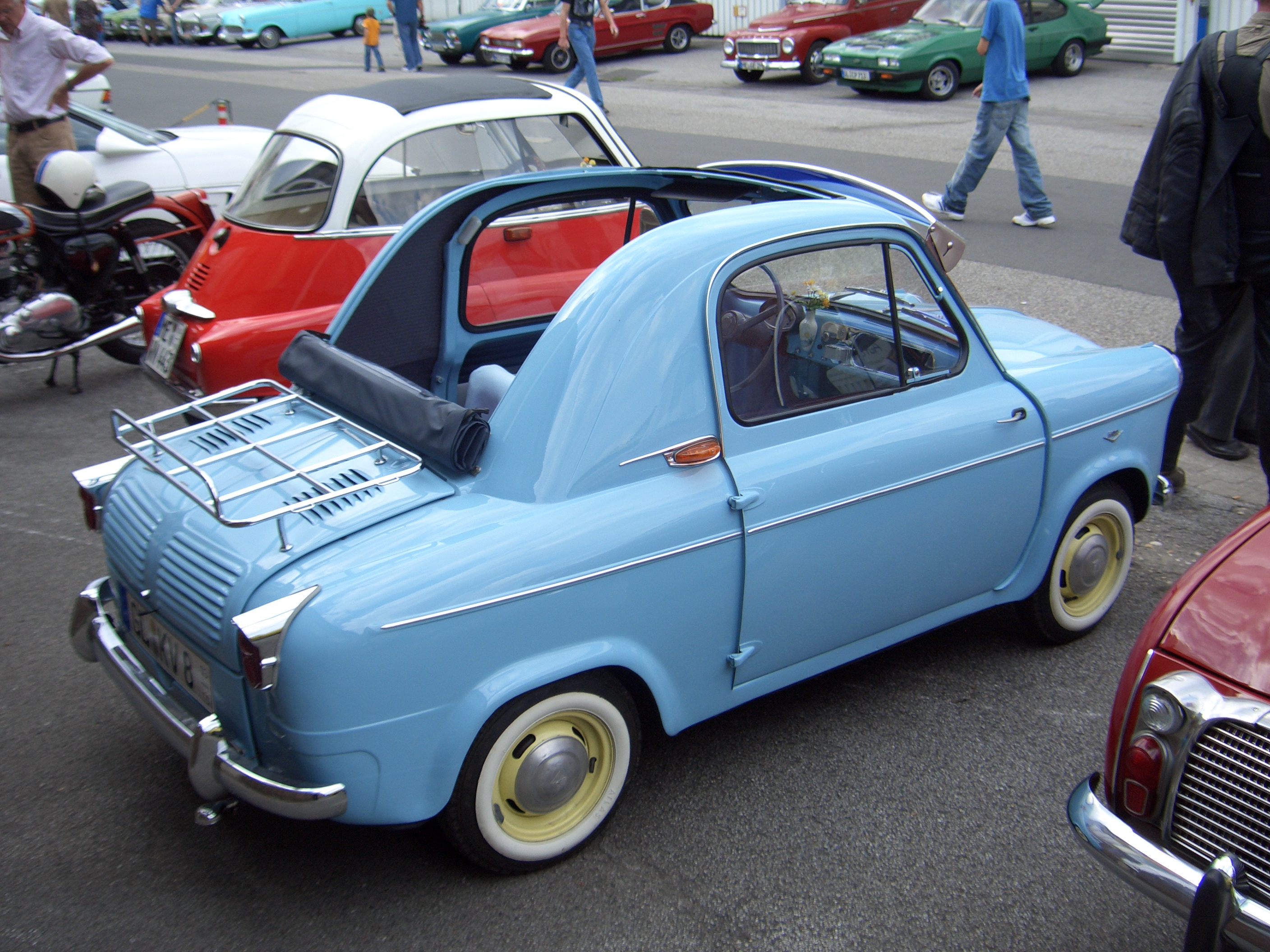
Ein 400 mit geöffnetem Dach
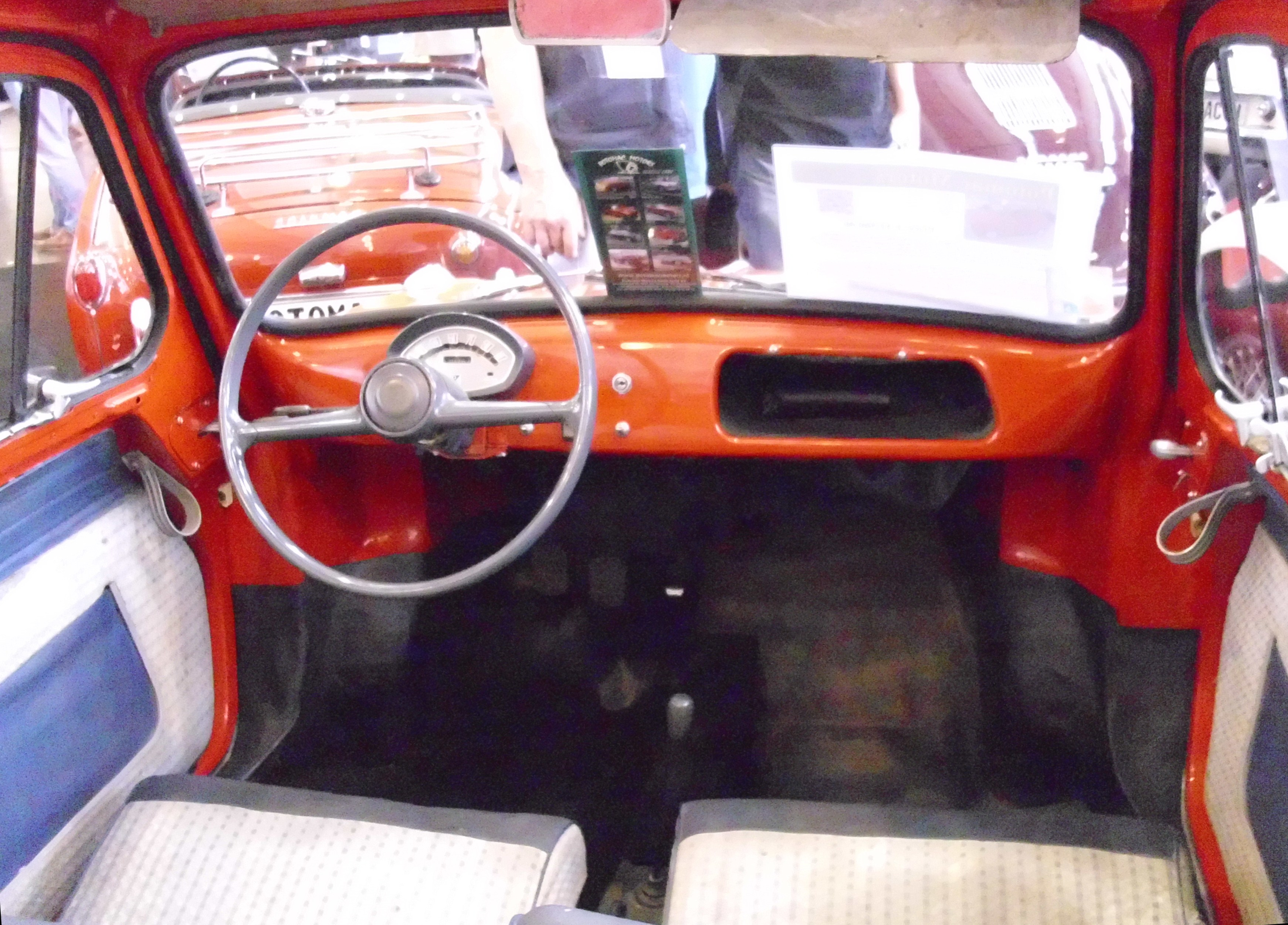
Armaturenbrett
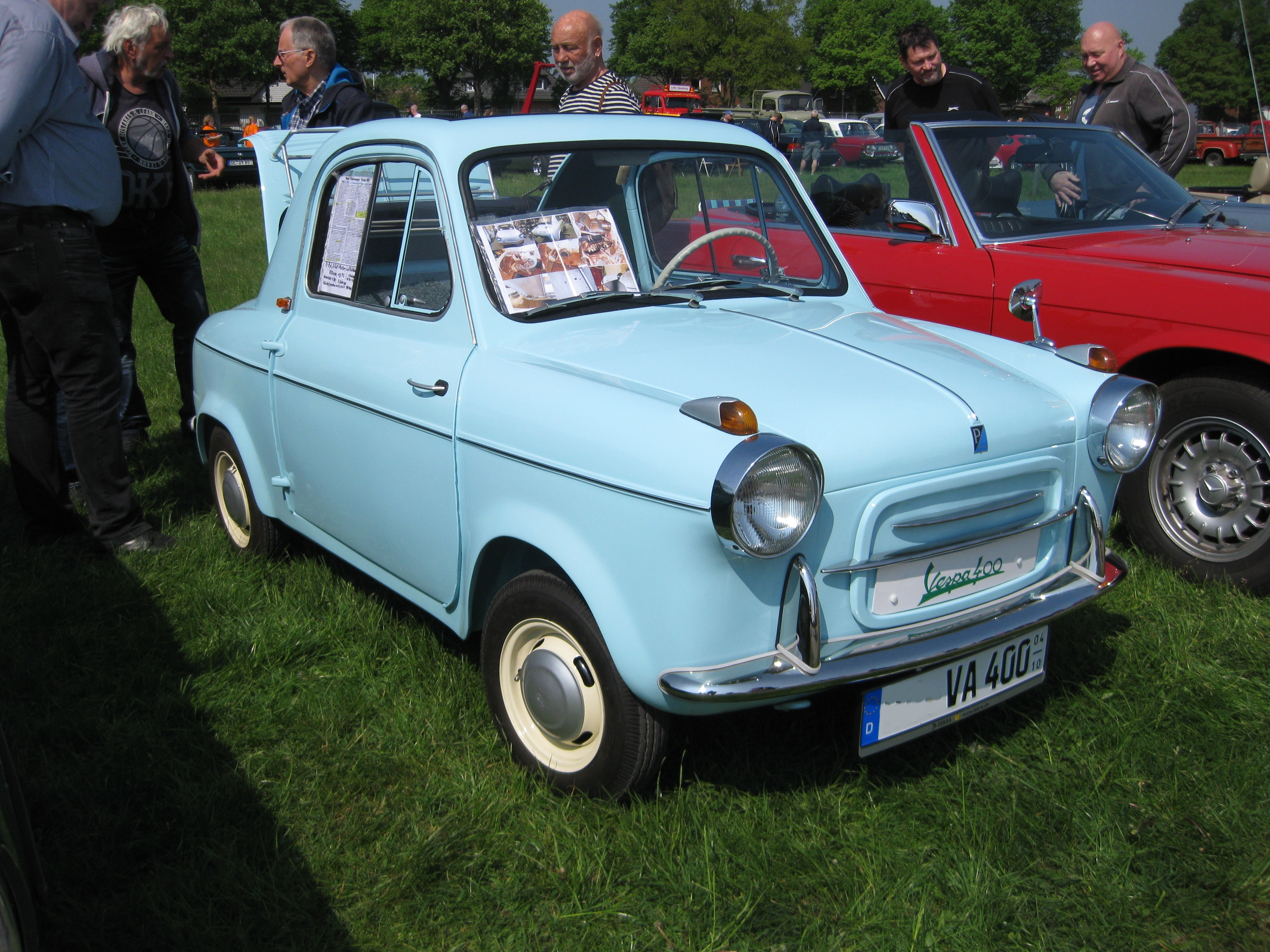
Frontansicht
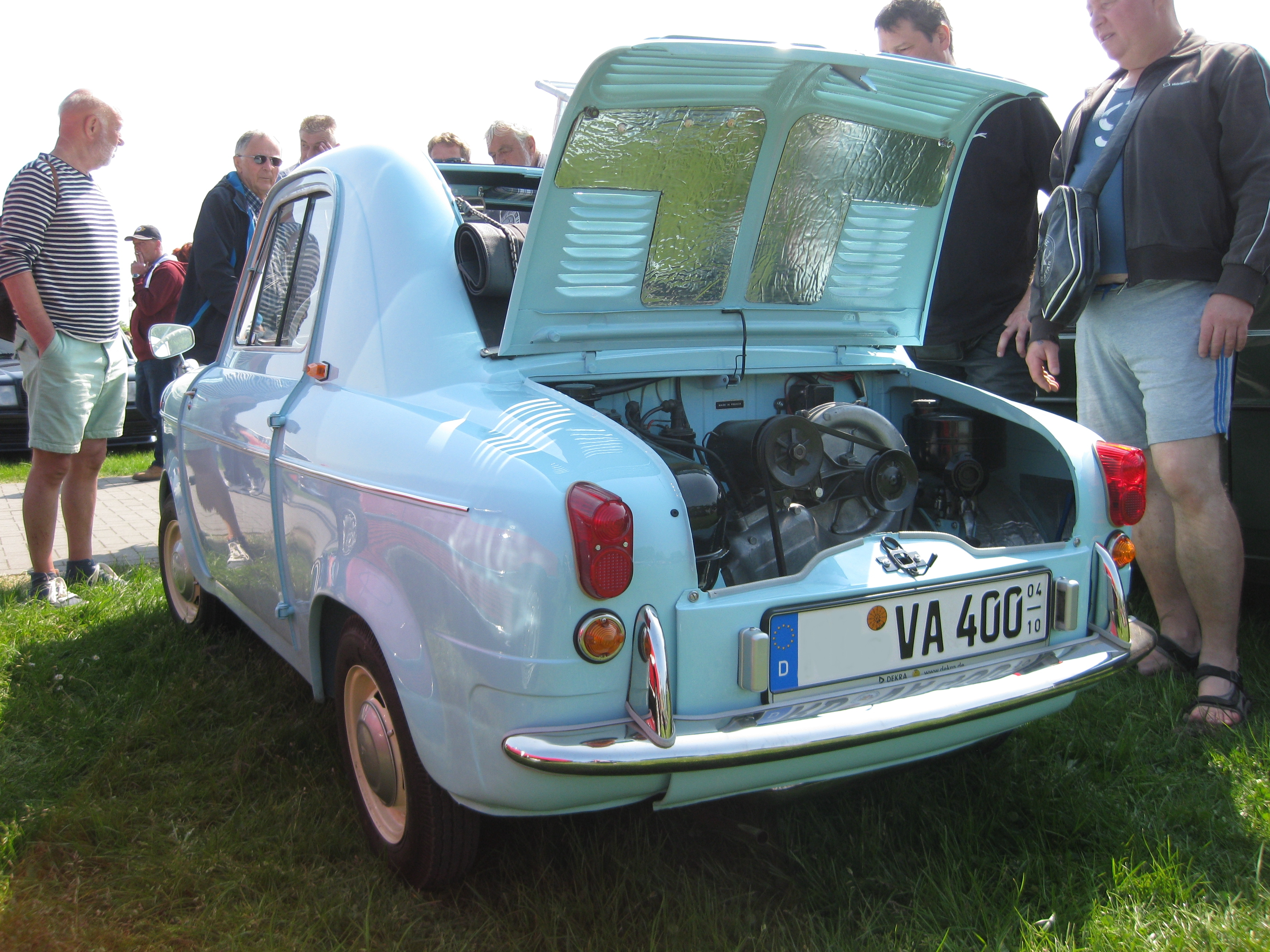
Heckansicht
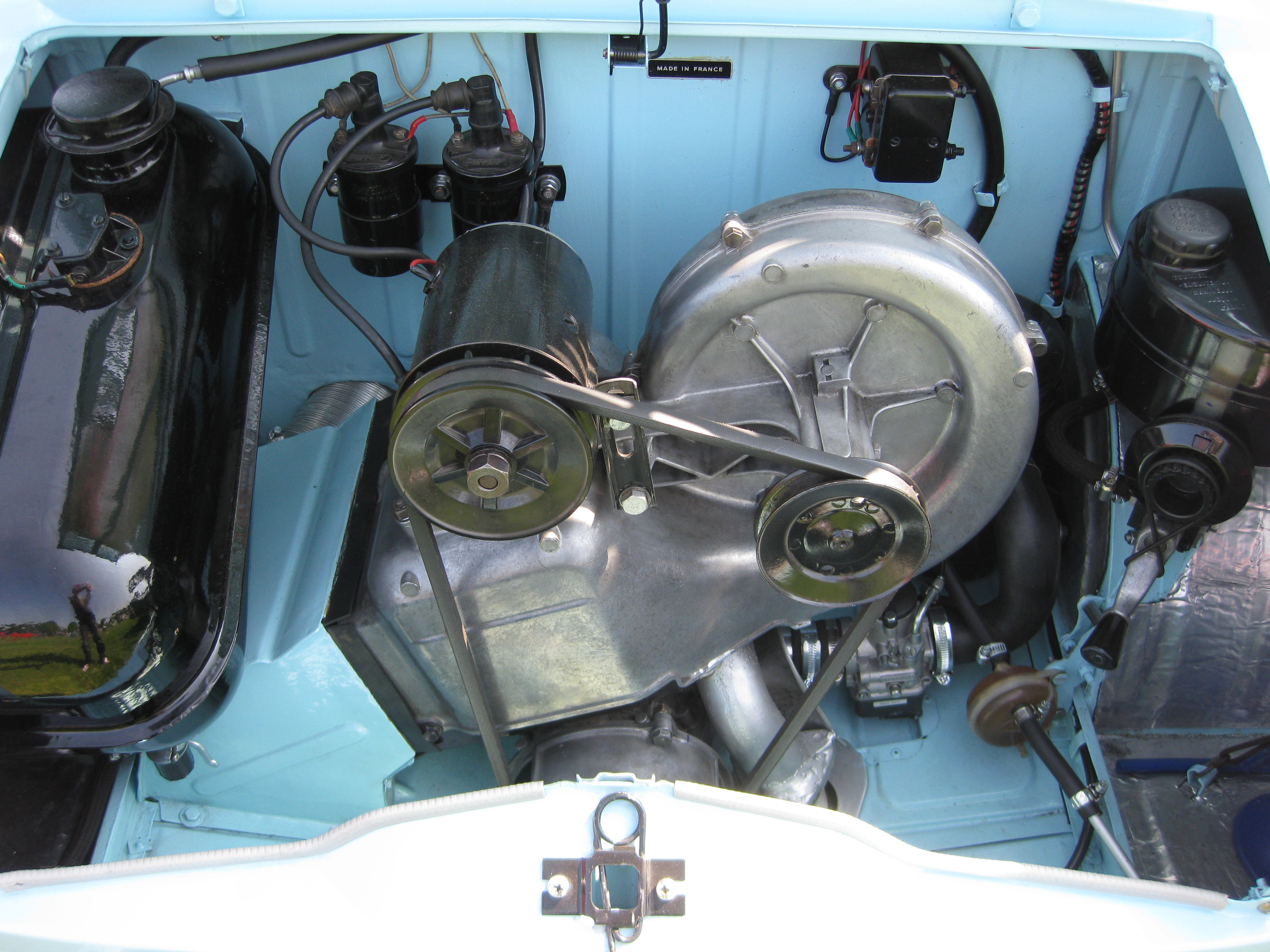
Blick auf den Motor

## Marktwert heute
Der Piaggio Vespa 400 nimmt auf dem deutschen Oldtimermarkt eine Außenseiterrolle ein. Es gibt zurzeit keine zuverlässigen Preisnotierungen. Die gängigen Oldtimer-Publikationen weisen keine Eintragungen zu diesem Auto auf. Auf dem amerikanischen Markt erreichen die Kleinstwagen teilweise sehr hohe Preise: Ein restaurierungsbedürftiges Exemplar wurde 2009 für 21.000 $ verkauft; ein Fahrzeug auf Ausstellungsniveau („Concours Condition“) kann bis zu 40.000 $ kosten.